# Pleuropetalum standleyi
Pleuropetalum standleyi är en amarantväxtart som beskrevs av Karl Suessenguth. Pleuropetalum standleyi ingår i släktet Pleuropetalum och familjen amarantväxter. Inga underarter finns listade i Catalogue of Life.